# Yerson Mosquera
Yerson Mosquera Valdelamar (Apartadó, 2 mei 2001) is een Colombiaans voetballer. Hij verruilde Atlético Nacional in juli 2021 voor Wolverhampton Wanderers.
1 Sá ·
2 Doherty ·
3 Aït-Nouri ·
4 Bueno ·
6 Traoré ·
6 André ·
8 J. Gomes ·
9 Strand Larsen ·
11 Hwang ·
12 Cunha ·
14 Mosquera ·
15 Dawson ·
18 Kalajdžić ·
19 R. Gomes ·
20 Doyle ·
21 Sarabia ·
22 Semedo ·
24 T. Gomes ·
25 Bentley ·
27 Bellegarde ·
29 Guedes ·
30 González ·
31 Johnstone ·
33 Meupiyou ·
34 Djiga ·
37 Lima ·
39 Cundle ·
40 King ·
Coach: Pereira